# Palythoa
Palythoa is een geslacht van neteldieren uit de klasse van de Anthozoa (bloemdieren).

## Soorten
- Palythoa aggregata Lesson, 1830
- Palythoa anneae Carlgren, 1938
- Palythoa anthoplax Pax & Müller, 1957
- Palythoa arenacea Heller, 1868
- Palythoa argus Ehrenberg, 1834
- Palythoa aspera Pax, 1909
- Palythoa atogrisea Pax, 1924
- Palythoa australiae Carlgren, 1937
- Palythoa australiensis Carlgren, 1950
- Palythoa bertholeti Gray, 1867
- Palythoa brasiliensis Heider, 1899
- Palythoa braunsi Pax, 1924
- Palythoa brochi Pax, 1924
- Palythoa buitendijkl Pax, 1924
- Palythoa caesia Dana, 1846
- Palythoa calcaria Muller, 1883
- Palythoa calcigena Pax, 1924
- Palythoa calycina Pax, 1909
- Palythoa canalifera Pax, 1908
- Palythoa canariensis Haddon & Duerden, 1896
- Palythoa cancrisocia Martens, 1876
- Palythoa capensis Haddon & Duerden, 1896
- Palythoa caracasiana Pax, 1924
- Palythoa caribaeorum (Duchassaing & Michelotti, 1860)
- Palythoa ceresina Pax & Muller, 1956
- Palythoa chlorostoma Pax & Muller, 1956
- Palythoa cingulata Milne Edwards, 1857
- Palythoa clavata (Duchassaing, 1850)
- Palythoa complanata Carlgren, 1951
- Palythoa congoensis Pax, 1952
- Palythoa dartevellei Pax, 1952
- Palythoa densa Carlgren, 1954
- Palythoa denudata Dana, 1846
- Palythoa dura Carlgren, 1920
- Palythoa durbanensis Carlgren, 1938
- Palythoa dysancrita Pax & Muller, 1956
- Palythoa eremita Pax, 1920
- Palythoa fatua Schultze, 1867
- Palythoa flavoviridis Ehrenberg, 1834
- Palythoa fuliginosa Dana, 1846
- Palythoa fusca (Duerden, 1898)
- Palythoa glareola (Lesueur, 1817)
- Palythoa glutinosa Duchassaing & Michelotti, 1864
- Palythoa grandiflora (Verrill, 1900)
- Palythoa grandis (Verrill, 1900)
- Palythoa gregorii Haddon & Duerden, 1896
- Palythoa gridellii Pax & Muller, 1956
- Palythoa guangdongensis Zunan, 1998
- Palythoa guinensis von Koch, 1886
- Palythoa haddoni Carlgren, 1937
- Palythoa halidosis Pax, 1952
- Palythoa hartmeyeri Pax, 1910
- Palythoa heideri Carlgren, 1954
- Palythoa heilprini (Verrill, 1900)
- Palythoa heliodiscus (Ryland & Lancaster, 2003)
- Palythoa horstii Pax, 1924
- Palythoa howesii Haddon & Shackleton, 1891
- Palythoa hypopelia Pax, 1909
- Palythoa ignota Carlgren, 1951
- Palythoa incerta Carlgren, 1900
- Palythoa insignis Carlgren, 1951
- Palythoa irregularis Duchassaing & Michelotti, 1860
- Palythoa isolata Verrill, 1907
- Palythoa javanica Pax, 1924
- Palythoa kochii Haddon & Shackleton, 1891
- Palythoa leseuri Klunzinger, 1877
- Palythoa leucochiton Pax & Muller, 1956
- Palythoa liscia Haddon & Duerden, 1896
- Palythoa mammillosa (Ellis & Solander, 1786)
- Palythoa mizigama Irei, Sinniger & Reimer, 2015
- Palythoa monodi Pax & Muller, 1956
- Palythoa multisulcata Carlgren, 1900
- Palythoa mutuki (Haddon & Shackleton, 1891)
- Palythoa natalensis Carlgren, 1938
- Palythoa nelliae Pax, 1935
- Palythoa nigricans McMurrich, 1898
- Palythoa oorti Pax, 1924
- Palythoa psammophilia Walsh & Bowers, 1971
- Palythoa senegalensis Pax & Muller, 1956
- Palythoa senegambiensis Carter, 1882
- Palythoa shackletoni Carlgren, 1937
- Palythoa sinensis Zunan, 1998
- Palythoa singaporensis Pax & Müller, 1956
- Palythoa spongiosa Andres, 1883
- Palythoa stephensoni Carlgren, 1937
- Palythoa texaensis Carlgren & Hedgpeth, 1952
- Palythoa titanophila Pax & Müller, 1957
- Palythoa toxica Walsh & Bowers, 1971
- Palythoa tropica Carlgren, 1900
- Palythoa tuberculosa (Esper, 1791)
- Palythoa umbrosa Irei, Sinniger & Reimer, 2015
- Palythoa variabilis (Duerden, 1898)
- Palythoa wilsmoorei Wilsmore
- Palythoa xishaensis Zunan, 1998
- Palythoa yongei Carlgren, 1937
- Palythoa zanzibarica Carlgren